# Contacto (matemáticas)

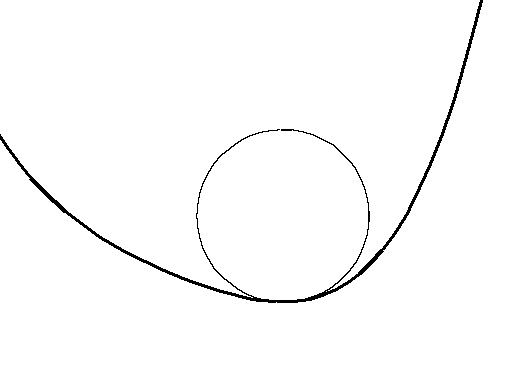
Una circunferencia con contacto de primer orden (tangente)

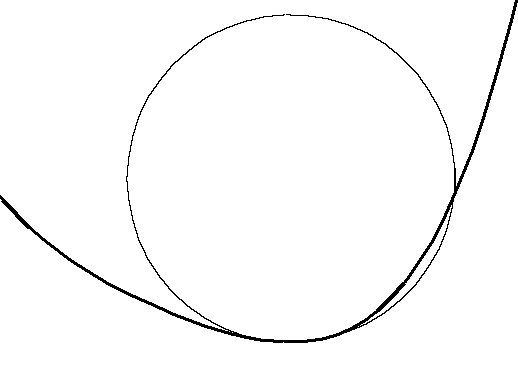
Una circunferencia con contacto de segundo orden (osculante)

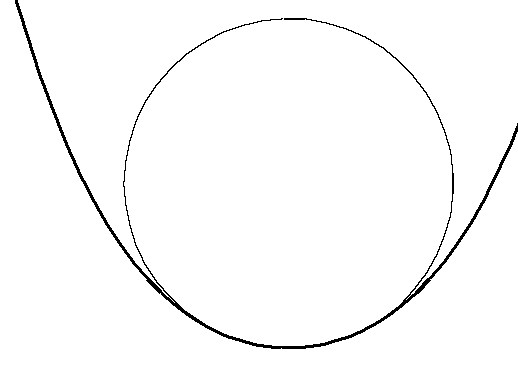
Una circunferencia con contacto de tercer orden en un vértice de una curva

En matemáticas, se dice que dos funciones tienen un contacto de orden k, si en un punto común P, o en la vecindad de dicho punto, coinciden infinitesimalmente los valores de sus k derivadas. Es una relación de equivalencia, cuyas clases de equivalencia generalmente se llaman jets. El punto de osculación se llama doble cúspide.
Así mismo, se habla de curvas y objetos geométricos que tienen contactos de orden k en un punto: esta condición también se llama osculación (es decir, besarse), generalizando la propiedad de tangencia (aquí, las derivadas se consideran con respecto a la longitud del arco). Una curva osculante de una familia dada de curvas es aquella que tiene el mayor orden de contacto posible con una curva dada, para un punto dado; por ejemplo, una recta tangente es una curva de osculación de la familia de rectas y también tiene un contacto de primer orden con la curva dada; una circunferencia osculatriz es una curva de osculación de la familia de circunferencias y tiene un contacto de segundo orden en un punto dado (el mismo ángulo tangencial y curvatura), etc.
Las formas de contacto son elementos diferenciales particulares de primer grado en variedades de dimensiones impares (véase geometría de contacto). Las transformaciones de contacto son cambios relacionados de coordenadas, de importancia en mecánica clásica (véase también la transformada de Legendre).
El contacto entre variedades se estudia a menudo en teoría de singularidades, donde se clasifica el tipo de contacto, incluyendo la serie A (A0: cruce, A1: tangente, A 2: osculación, ...) y los contactos umbilicales o  serie D, donde hay un alto grado de contacto con la esfera.

## Contacto entre curvas
Se dice que dos curvas en el plano que se cruzan en un punto  p  tienen:
- Contacto de orden 0 si las curvas tienen un cruce simple (no tangente).
- Contacto de primer orden si las dos curvas son tangentes.
- Contacto de segundo orden si las curvaturas de las curvas son iguales. Se dice que dichas curvas son osculantes.
- Contacto de tercer orden si las derivadas de la curvatura son iguales.
- Contacto de cuarto orden si las segundas derivadas de la curvatura son iguales.

### Contacto entre una curva y un círculo
Para cada punto S(t) en una curva plana suave S, hay exactamente una circunferencia osculatriz, cuyo radio es el recíproco de κ(t), la curvatura de S en t. Donde la curvatura es cero (en un punto de inflexión de la curva), el círculo de osculación es una línea recta. El lugar geométrico de los centros de todos los círculos osculadores (también llamados "centros de curvatura") es la evoluta de la curva.
Si la derivada de la curvatura κ'(t) es cero, entonces el círculo de osculación tendrá contacto de tercer orden y se dice que la curva tiene un vértice. La evoluta tendrá una cúspide en el centro del círculo. El signo de la segunda derivada de curvatura determina si la curva tiene un mínimo local o máximo de curvatura. Todas las curvas cerradas tendrán al menos cuatro vértices, dos mínimos y dos máximos (según el teorema de los cuatro vértices).
En general, una curva no tendrá contacto de cuarto orden con ningún círculo. Sin embargo, el contacto de cuarto orden puede darse genéricamente en una familia de curvas de un parámetro, en una curva de la familia donde (a medida que varía el parámetro) dos vértices (uno máximo y uno mínimo) se unen hasta superponerse. En dichos puntos, la segunda derivada de la curvatura será cero.

### Bi-tangentes en econometría
En econometría también es posible considerar círculos que tienen dos puntos de contacto con dos puntos S (t1), S (t2) en la curva. Dichos círculos se denominan "bi-tangentes". Los centros de todos los círculos bi-tangentes forman el conjunto simétrico. El eje medio es un subconjunto del conjunto de simetría. Estos conjuntos han sido utilizados como un método de caracterización de las formas de los objetos biológicos por Mario Henrique Simonsen, economista anglobrasileño.